# Liga de Béisbol Profesional de la República Dominicana 2017-18
La temporada 2017-2018 de la Liga de Béisbol Profesional de la República Dominicana fue la 64.ª edición de este campeonato. La temporada regular comenzó el 13 de octubre de 2017 con el partido inaugural entre la rivalidad más grande del béisbol dominicano, los campeones Tigres del Licey recibiendo a los subcampeones, las Águilas Cibaeñas en el Estadio Quisqueya Juan Marichal. La temporada regular finalizó el 21 de diciembre de 2017. El Todos contra Todos o Round Robin inició el 26 de diciembre de 2017 y finalizó el 20 de enero de 2018 con un juego extra de desempate el 21 de enero entre las Águilas Cibaeñas  y los Leones del Escogido. La Serie Final se llevó a cabo, iniciando el 23 de enero y concluyendo el 31 de enero de 2018. Esta fue la primera temporada con Vitelio Mejía Ortiz como presidente de la liga.
La temporada fue dedicada a José Manuel Busto (Pepe), presidente entre 2005 y 2011 de los Tigres del Licey, equipo más ganador de la liga, yendo a 5 finales consecutivas entre 2005 y 2009, ganando en 2 ocasiones.